# 安地斯高山草甸

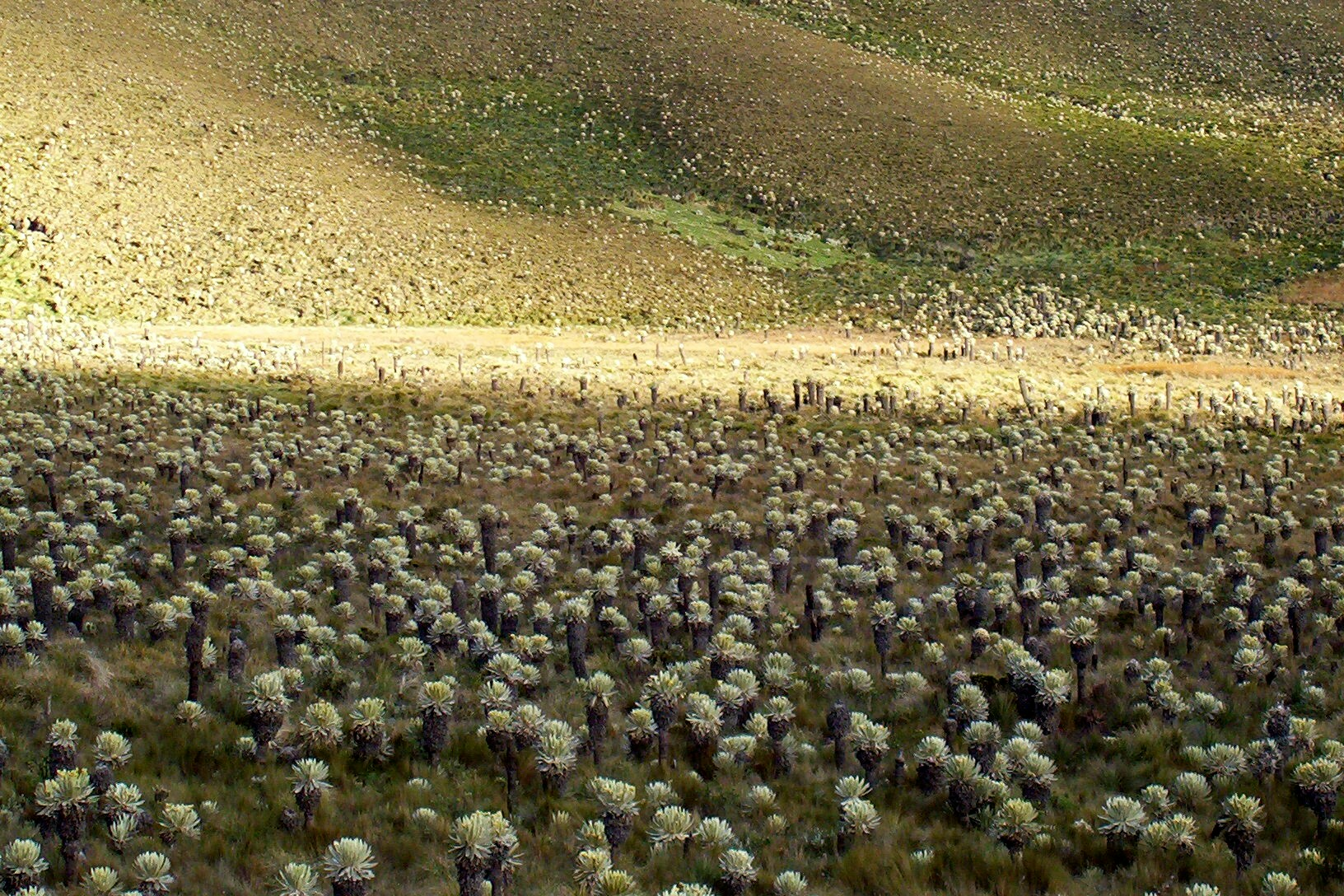
温带典型植被

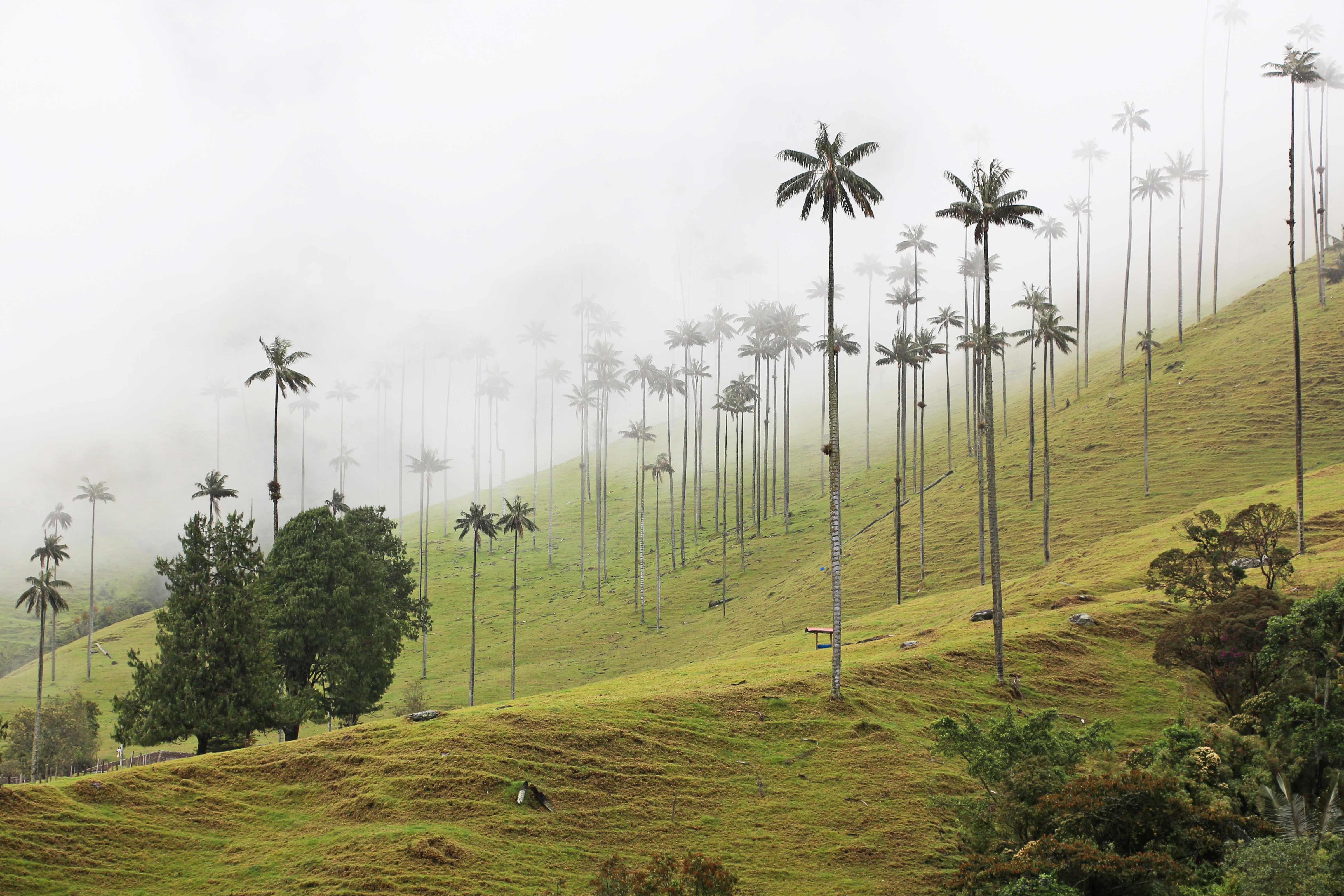
热带崴碑疏林草原——蜡椰林

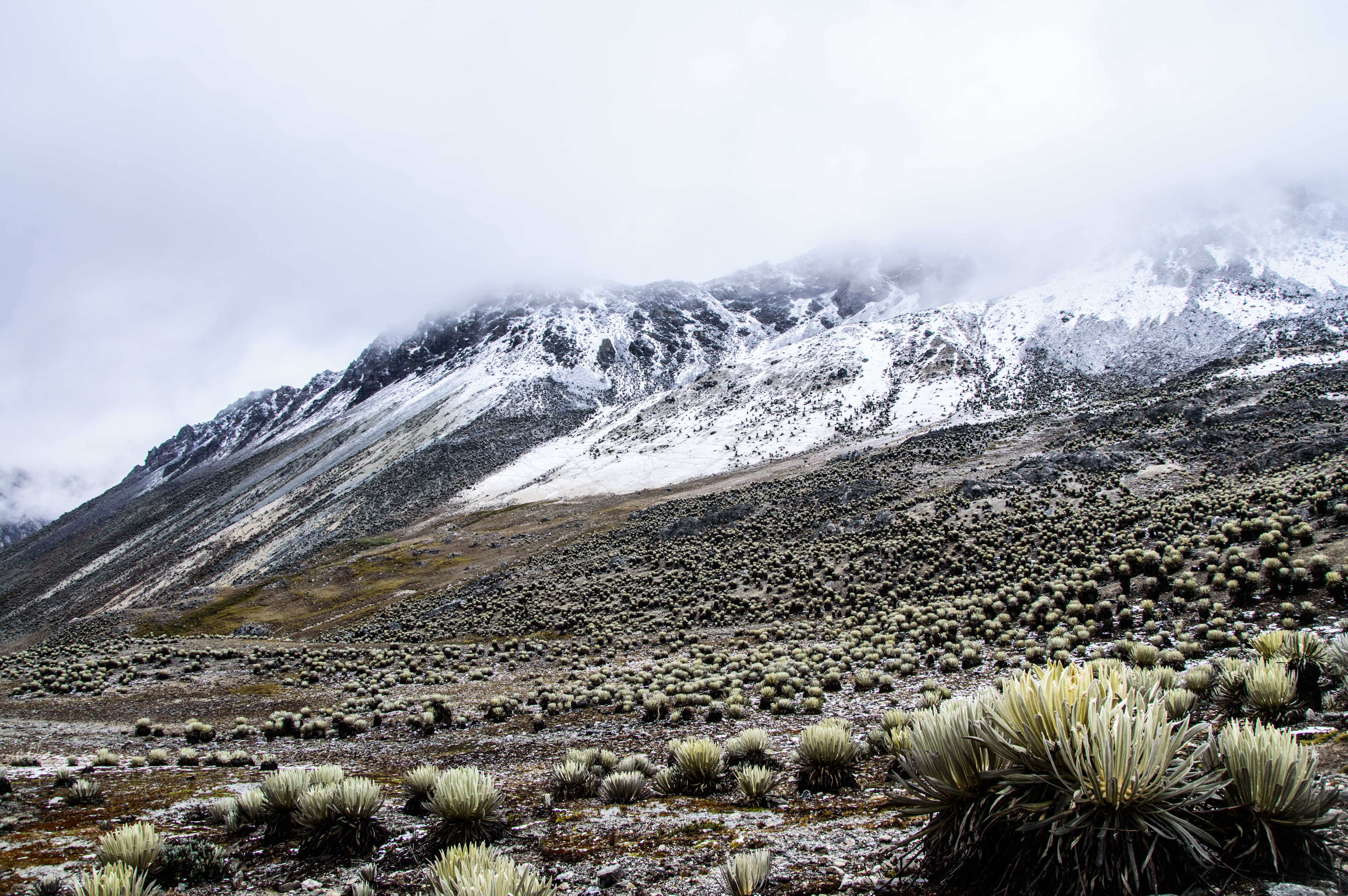
核心热带罕见的极高海拔霜区景观

安第斯高山草甸（奇楚瓦語：或，音譯洒犁哥或诃犁迦；Salasaca Highland Quichua：）；西班牙语称废地（páramo）或帕拉磨），是一种仅分布于中南美洲的特殊高山生态系，包含草甸、苔原、疏林草原等。此类生态系统分布于比山地云林更高处，具有很多新大陆特有的植被，如垂绒菊属（曾被分入千里光属）、安第斯蜡椰属（蜡椰亚科）植物。
洒犁哥野地有时僅指核心热带（秘鲁北部、厄瓜多尔、哥伦比亚乃至委内瑞拉，约北纬10度至南纬5度）海拔超过3100米的安第斯山脈崣碑疏林草原，南热带及亚热带（约南纬5-25度）的草原（3500-4800），有时以海拔4000米为界分为较低的孙尼山区（印加诸语：suni）和较高的霜区（音譯為“布那”）高原，甚至更低的克丘亚沟峡森林草原（2300-3500）及更高的汉迦苔原（以卧芹属暨鸟笛参属为主），但洒犁哥亦可泛指全部此类生态环境，在库斯科方言中，有时会用北部热带口音“洒犁哥”读出此词表示涵盖温带草原霜区的广义泛指概念。一般来说，霜区要比热带诃犁迦更为干燥。
印加文明的诸多古城（如马丘比丘）及玻利维亚大多现代城市（如行政首府拉巴斯）均建于这一生态环境内（多位于孙尼或克丘亚子类）。海拔更低的雍伽暖谷反而因过于干旱或湿润远离文明的中心。